# Landratsbezirk Hungen
Der Landratsbezirk Hungen war ein Landratsbezirk im Großherzogtum Hessen in der Provinz Oberhessen. 1822 formiert ging er 1841 im Kreis Hungen auf.

## Geschichte

### Entstehung
Im Zuge der Verwaltungsreformen von 1820 bis 1823 im Großherzogtum wurden auch auf unterer Ebene Rechtsprechung und Verwaltung getrennt und die Aufgaben der überkommenen Ämter in Landratsbezirken (zuständig für die Verwaltung) und Landgerichtsbezirken (zuständig für die Rechtsprechung) neu organisiert. In den Dominiallanden, in denen der Staat die Hoheitsrechte in seiner Hand vereinigte, geschah das flächendeckend 1821. In den „Souveränitätslanden“, in denen die Patrimonialgerichtsbarkeit weiter in den Händen adeliger Familien lag, war das nicht ohne weiteres möglich. Hier schufen erst Vereinbarungen zwischen den adeligen Inhabern dieser Rechte und dem Staat die Grundlage für die Reform. In der nördlichen Wetterau dominierten diesbezüglich die Fürsten und Grafen von Solms. Ein entsprechendes Abkommen kam 1822 zustande. Daraufhin wurde der Landratsbezirk Hungen gegründet, in dem zusammengeführt wurden:
- das Amt Grüningen,
- das Amt Hungen,
- das Amt Laubach,
- das Amt Lich,
- das Amt Niederweisel,
- das Amt Utphe,
- das Amt Wölfersheim und
- die Gemeinde Einartshausen (ehemals: Amt Nieder-Wöllstadt).

Die durch die Trennung von Verwaltung und Rechtsprechung jetzt erforderlichen Gerichte erster Instanz in dem Bereich, den der Landratsbezirk Hungen für die Verwaltung abdeckte, waren die nun ebenfalls neu eingerichteten Landgerichte Hungen, Laubach und Lich.

### Ende
Die nächste Gebietsreform im Großherzogtum Hessen fand 1832 statt, wobei in den Landesteilen, in denen der Staat überwiegend über die Hoheitsrechte verfügte, jeweils mehrere Landratsbezirke zu einem Kreis zusammengefasst wurden. Von dieser Reform blieb der von standesherrlichen Strukturen stark bestimmte Landratsbezirk Hungen zunächst unberührt und somit erhalten.
Erst 1841 kam es zu einem Vertrag zwischen dem Großherzogtum und dem Haus Solms, mit dem letzteres seine Hoheitsrechte an den Staat abtrat. Der Staat bildete aus dem Landratsbezirk Hungen den Kreis Hungen – faktisch eine Umbenennung.

## Organisation

### Bürgermeistereien
Der Landratsbezirk Hungen war in 33 Bürgermeistereien gegliedert, die dem Landrat unterstanden. Dabei wurden mehrere kleinere Ortschaften häufig durch eine Bürgermeisterei verwaltet. Seit 1822 konnten die Hessischen Gemeinden ihre Bürgermeister selbst wählen und Schultheißen wurden nicht mehr eingesetzt. Die 33 Bürgermeistereien waren:
1. Bellersheim,
2. Bettenhausen,
3. Birklar mit Muschenheim,
4. Dorf-Güll mit Holzheim,
5. Eberstadt mit Ober-Hörgern
6. Einartshausen
7. Ettingshausen,
8. Freienseen,
9. Gambach,
10. Gonterskirchen,
11. Griedel,
12. Grüningen
13. Hattenrod,
14. Hungen,
15. Inheiden,
16. Langsdorf,
17. Lardenbach mit Ilsdorf,
18. Laubach,
19. Lich,
20. Münzenberg (Solmscher und großherzoglicher Anteil)
21. Niederweisel mit Hausen und Oes,
22. Nonnenroth mit Niederbessingen und Röthges,
23. Obbornhofen,
24. Ober-Bessingen mit Münster,
25. Ruppertsburg,
26. Södel,
27. Trais-Horloff,
28. Trais
29. Utphe,
30. Villingen,
31. Wetterfeld,
32. Wölfersheim mit Weckesheim
33. Wohnbach mit Arnsburg.

Die Domanialanteile (staatlichen Anteile) an Münzenberg und Trais wurden in Auftrag des Staates die übrigen Teile im Namen der Standesherren verwaltet.

### Landräte
- 1834–1837: Ludwig Christian Knorr von Rosenroth (1786–1846)
- 1837–?: Bernhard Schenck zu Schweinsberg

## Parallele Fachverwaltungen

### Finanzen
Für die Einnahmen aus Staatseigentum (den sogenannten Domanialen) waren die Rentämter zuständig. Für Orte Arnsburg, Freienseen, Gonterskirchen Laubach und Nonnenroth war das Demanialrentamt Grünberg zuständig, für großherzoglichen Anteile an Münzenberg und Traismünzenberg das zum Rentamt Friedberg.
Davon getrennt war die Steuerverwaltung. Für den Landratsbezirk war die Ober-Einnehmerei Gießen zuständig. Der Steuerbezirk Hungen waren in vier Distrikts-Einnehmereien gegliedert denen die folgenden Bürgermeistereien zugeordnet waren:
1. Grüningen mit Dorfgüll, Eberstadt, Gambach, Griedel, Holzheim, Münzenberg, Obbornhofen und Traismünzenberg
2. Hungen mit Bellersheim, Inheiden, Obbornhofen, Södel, Traishorloff, Utphe, Weckesheim, Wolfersheim und Wohnbach
3. Laubach mit Einartshausen, Freienseen, Gonterskirchen, Ilsdorf, Lardenbach, Münster, Nieberbessingen, Nonnenroth, Oberbessingen, Röthges, Ruppertsburg, Villingen und Wetterfeld
4. Lich mit Arnsburg, Bettenhausen, Birklar, Ettingshausen, Hattenrod, Langsdorf und Muschenheim.

Die Orte Hausen, Niederweisel und Oes gehörte zur Distrikts-Einnehmerei Butzbach.
Der Landratsbezirk Hungen gehört zum Hauptzollamt Lollar.

### Forst
Aus dem Landratsbezirk gehörten zum „Forst Friedberg“ das Forstrevier Butzbach die Orte Gambach, Griedel, Hausen, Holzheim, Niederweisel und Oes, sowie das Forstrevier Rockenhausen mit den Orten Bellersheim, Bettenhausen, Eberstadt, Münzenberg, Obbornhofen, Oberhörgern, Södel, Traismünzenberg, Weckesheim, Wolfersheim, und Wohnbach. Zum Forstrevier Schiffenberg des „Forsts Gießen“ gehörten Dorfgüll und Grüningen.

### Kirche
Die die Orte des Landratsbezirks bilden 31 evangelische Pfarreien. Zum „Inspektorat Hungen“ gehören: Bellersheim, Gambach mit Oberhörgern, Griedel, Grüningen, Holzheim, Hungen, Langsdorf mit Bettenhausen, Münzenberg, Muschenheim mit Birklar, Niederbessingen, Obbornhofen, Rothges, Traismünzenberg, Villingen mit Nonnenroth, Wölfersheim mit Weckesheim. Dem „Inspektorat Lich“ wurden die Pfarreien Eberstadt, Ettingshausen mit Hattenrod, Hausen mit Oes, Lich, Münster mit Oberbessingen, Niederweisel und Södel zugeordnet. Zum gräflich Solms-Laubachische Consistorium zu Laubach gehören folgende Pfarreien: Freienseen, Gonterskirchen, Lardenbach mit Ilsdorf, Laubach, Ruppertsburg, Traishorloff mit Inheiden und Utphe, Wetterfeld und Wohnbach. Zum gräflich Solms-Rödelheimische Consistorium zu Rodelheim gehört die Pfarrei Einartshausen.

## Historische Beschreibung
Die „Statistisch-topographisch-historische Beschreibung des Großherzogthums Hessen“ berichtet 1829 über den Landratsbezirk Hungen:
Die Lage wird beschrieben als: „Der Bezirk enthält 44 Orte die bis auf die Domonialantheile an Münzender und Traismünzenberg alle standesherrlich sind und es gehören hiervon 18 dem Fürsten von Solms-Braunfels, 11 dem Fürsten von Solms-Lich, 12 dem Grafen von Solms-Laubach und 1 dem Grafen von Solms-Rödelheim. Die Orte Niederweisel, Hausen und Oes liegen abgesondert und sind von den Gebietstheilen des Bezirks Friedberg umgeben. Der Bezirk liegt, die getrennten Orte abgerechnet, zwischen dem 50° 21′ und 50° 36′ nördlicher Breite, und zwischen dem 26° 20′ und 26° 48′ östlicher Länge, und gehört zum größern Theil zur Welterau und nur der südlichste Theil zum Vogelsberg. Die Grenzen sind gegen Norden: die Bezirke Giessen und Grünberg, gegen Osten: die Bezirke Schotten und Nidda, gegen Süden: die Bezirke Schotten, Nidda und Friedberg, gegen Westen: die Bezirke Friedberg und Giessen.“
Die Natürliche Beschaffenheit als: „a) Oberfläche und Boden: Die Höhen der Feldkrücker Hohe haben ihren Abfall gegen Hungen hin. Ein Ast gehet durch den östlichen Theil des Bezirks, gegen Laubach, wo der Gaulskopf 989 Hess. Fuß (0,25m) hoch ist, einerseits nach dem Bezirk Grünberg, anderseits bis Münzenberg und Griedel. Die Höhe bei Grüningen ist 1117 Hess. Fuß über der Meeresfläche erhaben. Der Boden ist theils fruchtbar und schwer theils aber auch ziemlich schlecht wie bei Hungen. b) Gewässer: 1) die Horloff; 2) die Wetter.“
Die Bevölkerung als: „Diese beträgt 25,701 Seelen; unter diesen sind 24,706 Evangelische, 138 Katholiken, 36 Mennoniten und 821 Juden, die zusammen 5 Städte, 2 Marktflecken, 35 Dörfer, 2 Weiler überhaupt 4438 Häuser bewohnen.“
Die Naturprodukte als: „811 Pferde; 90 Fohlen; 64 Bullen; 1258 Ochsen; 9317 Kühe; 1472 Rinder; 5739 Schweine; 15,225 Schaafe; 456 Ziegen; 75 Esel. Waizen, Korn, Gerste und Hafer; Hülsenfrüchte, viel Flachs, Futterkräuter etwas Hafer. Eisensteingruben sind zu Inheiden, Nonnenroth und Hungen, deren Erze auf der Friedrichshütte bei Ruppertsburg geschmolzen werden. Zu Muschenheim sind die Gruben nicht im Betrieb weil die Erze zu geringhaltig sind. Bei Eberstadt befindet sich ein mächtiges Braunkohlenlager, das durch seinen Reichthum an Alaun sich auszeichnet, sodann eins bei dem Hessenbrücker Hammer bei Wetterfeld, dessen Kohlen aus vestem bituminösen Holz bestehen, und darum sehr sind. Eine reiche Salzquelle ist bei Oberhörgern, die aber nicht benutzt wird, so wie das Sauerwasser bei Trais nur bei den Einwohnern im Gebrauche ist. Inheiden und Wohnbach haben ergiebig Steinbrüche. Bei Laubach und Griedel wird Basalt angetroffen, so wie sich auch am erster Ort versteinerte theils zu Elsenminer gewordenes Holz und Siegelerde findet.“
Das Gewerbe und Handel als: „Ackerbau und Viehzucht sind die Hauptgewerbe. Die Leineweberei wird sehr stark betrieben, namentlich zu Bellersheim, Birklar Grüningen, Hattenrod, Inheiden, Muschenheim, Niederbessingen, Nonnenroth Röthges, Traishorleff, Utphe, Villingen, Wetterfeld, jedoch wird n den meisten Orten die Weberei nur im Winter vorgenommen. Zu Freienseen und Lordenbach ist die Siamoisenweberei im Gange. Die Kette besteht aus Leinen und der Einschlag aus Baumwolle. Auch befindet sich zu Freienseen eine für Baumwollen- und Leinengarn. Strumpfwirker sind zu Gambach, und zu Laubach besteht eine Barchentfabrik. Zu Lich wird die Brandeweinbrennerei sehr stark getrieben, auch giebt es viele Brandeweinbrenner zu Grüningen, Hungen, Langsdorf etc. Im Bezirk finden sich 2 Eisenwerke, die Friedrichshütte bei Ruppertsburg und der Hessenbrücker Hammer bei Wetterfeld. Erstere, eine Eisenschmelze besteht aus einem Hochofen, einem Zain- und Kleinhammer, und erhält ihre Erze namentlich von Inheiden, Nonnenroth und Hungen. Die Eisengußwaaren sind von vorzüglicher Schönheit. Der Hessenbrücker Hammer, aus einem Staabhammer bestehend, bezieht die Masseln zum Theil aus dem Nassauischen. Zu Oberbessingen besteht eine Papiermühle. Getreide kann der Bezirk ausführen, obgleich manche Orte solches kaum zum Selbstbedarf bauen. Auch Flachs, Rindvieh und Schweine, gemästet als mager, geben einen Ausfuhr-Artikel ab. Leinwand, Siamoisen, Barchent, Brandewein und Eisenguß gehen größtentheils in das Ausland. Die Einwohner von Södel, die sich meistens vom Handel nähren, und zum Theil nicht unbedeutende Geschäfte in Leinwand machen, kaufen die Leinwand in der ganzen Umgegend auf und beziehen die Frankfurter Messen wo sie solche absetzen. Die Chaussee von Friedberg nach Gründern geht mitten durch den Bezirk, und namentlich durch die Orte Södel, Wolfersheim, Utph, Inheiden, Hungen, Nonnenroth und Röthges. Von Holzhein zieht eine Chaussee bei Langgöns auf die Hauptstraße, wodurch der Bezirk mit der Hauptstraße so wie mit Nebenstraßen der Provinz in Verbindung steht.“